# Helfried Teichmann
Helfried Teichmann (* 3. September 1935 in Niederwiesa) ist ein deutscher Psychologe, emeritierter Hochschullehrer und Psychologischer Psychotherapeut. Er war Universitätsprofessor für Rehabilitationspsychologie am Institut für Rehabilitationswissenschaften der Fakultät für Kultur-, Sozial- und Bildungswissenschaften der Humboldt-Universität zu Berlin.

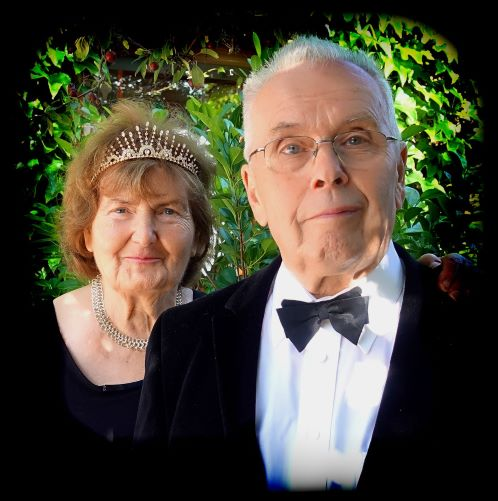
Auf einer Jubiläumsveranstaltung mit Ehefrau Christel

## Leben
Helfried Teichmann wuchs in Niederwiesa auf. Nach dem Abitur in Chemnitz studierte er Psychologie an der Universität Leipzig bei Werner Fischel, Günter Clauß sowie Hans R. Böttcher und schloss 1959 mit dem Diplom ab. Im Jahre 1967 promovierte er an der Friedrich-Schiller-Universität Jena bei Hans Hiebsch und wurde 1981 an der Universität Rostock habilitiert. Unter der Leitung von Gerhard Göllnitz und Hans-Dieter Rösler erwarb er an der Nervenklinik dieser Universität fundierte wissenschaftliche Kenntnisse in Neuropsychiatrie und klinischen Entwicklungspsychologie. Ihre Gültigkeit konnte er in der täglichen klinischen Arbeit an Patienten mit Störungen der psychischen und psychosomatischen Hirnfunktionen überprüfen.
Infolge der streng naturwissenschaftlich orientierten Ausbildung in Leipzig, Jena und Rostock integrierte er frühzeitig die stark beachteten Ergebnisse der neurowissenschaftlichen Pionierarbeiten russischer Forscher I. P. Pawlow, A.N. Leontjew, A.R. Luria und L. S. Wygotski in sein konzeptionelles Denken über psychische und psychosomatische Hirnfunktionen. An den Universitäten Moskau und St. Petersburg lernte er auf einer mehrmonatigen Studienreise 1967/68 führende Fachvertreter kennen.
In den 1980er und 1990er Jahren ermöglichten ihm zahlreiche Einladungen der Universität Wien ein tieferes Eindringen in die Forschungsergebnisse von S. Freud. Im gleichen Zeitraum wurden die Forschungsergebnisse des Rostocker Arbeitskreises von den namhaften Entwicklungspsychologen U. Bronfenbrenner, R. Silbereisen und H. Rauh stark beachtet. Sie führten Teichmann zu Kongressreisen und Gastvorlesungen nach Tours, Köln, Marburg, Prag, Jyväskylä, Budapest, Lodz, Danzig, und Sofia.
Im Jahre 1987 erfolgte die Berufung an die Sektion für Rehabilitationspädagogik und Kommunikationswissenschaften der Humboldt-Universität zu Berlin unter Leitung von K.-P. Becker. Ihm gebührt das Verdienst, die Behindertenpädagogik in ihrem Wesen als Rehabilitation erkannt zu haben.
Nach der politischen Wende 1989 wurde Teichmann in der bis dato geteilten Stadt Dekan dieser Sektion unter der programmatischen Bezeichnung „Fachbereich Rehabilitationswissenschaften“. Gemeinsam mit U. Koch-Gromus (Universität Hamburg) leitete er eine im Fokus stehende Kommission für die Schaffung neuer wissenschaftlicher Strukturen und deren personellen Besetzung. Im Ergebnis dieser wissenschaftspolitischen Arbeit konnte 1993 das erste interdisziplinäre Institut für Rehabilitationswissenschaften an einer europäischen Universität etabliert werden. Weiteren Einfluss auf den Neuaufbau der Berliner Hochschulen hatte er als Direktor dieses Institutes mit 15 Lehrstühlen von 1994 bis 1999, als Prorektor der Fakultät, als Mitglied des akademischen Senates sowie des Konzils der Humboldt-Universität. So wurde 1994 auch die Eingliederung des im Westteil der Stadt gelegenen Instituts für Sonder- und Heilpädagogik der Freien Universität Berlin in die rehabilitationswissenschaftlichen Strukturen der Humboldt-Universität im Ostteil der Stadt sensibel realisiert.
Teichmann war beharrlich bestrebt, die medizinische, pädagogische, psychologische und berufliche Rehabilitation integrativ universitär zu verankern. In diesem Kontext gelang 1997 die Einwerbung einer Stiftungsprofessur der Deutschen Rentenversicherung für Rehabilitation für „Forschung im medizinischen Versorgungssystem und Qualitätssicherung in der Rehabilitation“. Dies wurde in einer Zeit erreicht, in der die Institutionalisierung der Rehabilitation an Universitäten weltweit nur in bescheidenen Ansätzen zu beobachten war.
Das Institut für Rehabilitationswissenschaften fand 1998 internationale Aufmerksamkeit, wobei Teichmann als Mitorganisator des 6th European Congress on Research in Rehabilitation an der Humboldt-Universität die dafür bestehenden Chancen zu nutzen verstand.
Nach der Beendigung seiner Hochschullehrertätigkeit im Jahre 2000 wirkte er bis in das Jahr 2017 als Psychotherapeut in eigener Praxis. Hierbei wurde er von seiner Ehefrau Christel unterstützt, mit der er seit seiner Jugend verheiratet ist. Gleichzeitig brachte er seine Erfahrungen in ärztliche und psychotherapeutische Gremien ein.

## Wissenschaftliche Arbeit
Viele seiner Arbeiten verdankt Teichmann der stimulierenden Atmosphäre des Rostocker Forschungsteams und seiner sensiblen Wahrnehmung „der Zone den nächsten wissenschaftlichen Entwicklung“ auf den einschlägigen Forschungsfeldern. Bereits seine ersten Publikationen beschäftigten sich mit entwicklungspsychologischen Fragestellungen. 1969 wies er nach, dass die Erwartungen der Eltern an ihre Kinder unbewusst bereits vor deren Geburt als Bewertungs- und Handlungsentwürfe konzipiert sind, aber erst dann bewusst werden, wenn ihre Kinder sich anders entwickeln als erwartet.
Im Jahr 1976 gelang ihm der empirische Nachweis der Wechselwirkung biologischer und psychosozialer Risikobelastungen auf den Entwicklungsverlauf von Kindern mit frühkindlichen Hirnfunktionsstörungen (Risikokinder). Demnach können biologisch (perinatal) verursachten Hirnfunktionsstörungen nicht kompensiert werden, wenn zusätzlich viele psychosoziale Risikofaktoren die Entwicklung der Kinder belasten. In der Regel werden diese Funktionsstörungen dadurch noch verstärkt. Ebenso können psychosoziale Risikobelastungen die gleichen Hirnfunktionsstörungen hervorrufen wie die biologischen Risiken, weil beide den Hirnstoffwechsel zu beeinträchtigen vermögen.
Aus dem gleichen Grund begünstigt eine niedrige biologische Risikobelastung die Ausbildung einer hohen Widerstandsfähigkeit (Resilienz) gegenüber psychosozialen Belastungen.
Diese Ergebnisse fanden nach anfänglicher Skepsis medizinischer Fachvertreter breite Akzeptanz. Und sie forcierten in den Folgejahren die Einbeziehung psychosozialer Faktoren bei therapeutischen Interventionen auf den Gebieten der Neonatologie, Pädiatrie, Neuropsychiatrie, Klinischen Psychologie und Behindertenpädagogik.
Bereits 1970 hatte Teichmann die Rostocker Längsschnittstudie über Entwicklungsverläufe von Kindern mit Schwangerschafts- und Geburtsrisiken gestartet, die er in schöpferischer Zusammenarbeit mit Bernhard Meyer-Probst und in kollegialer Kooperation mit weiteren ärztlichen und psychologischen Mitstreitern bis zu ihrem 15. Lebensjahr begleitete. Die wechselseitige Verstärkung und Abschwächung biologischer und psychosozialer Risiken für das Leistungs- und Sozialverhalten wurde zum tragenden Konzept dieser Verlaufsuntersuchungen an 300 Kindern. Deren Ergebnisse fanden in Ost und West der damals auch wissenschaftspolitisch geteilten Welt Anerkennung. Auch deshalb fördert die Deutsche Forschungsgemeinschaft bis in die Gegenwart diese prospektive Studie, die jetzt von Olaf Reis weitergeführt wird.
So wie in Rostock, so war bereits in Hawaii – in wechselseitiger Unkenntnis – eine ähnlich angelegte prospektive Längsschnittuntersuchung von E. E. Werner gestartet worden. Ihr wird heute der Beginn der internationalen Resilienzforschung zugeschrieben. Die Publikationen aus der Rostocker Längsschnittstudie, die seit 1976 nunmehr über vier Jahrzehnte erschienen sind, bestätigten nicht nur Forschungsergebnisse der Hawaii-Studie, sondern präzisieren und vergrößern den Reichtum von Erkenntnissen über Dekompensation und Kompensation hirnfunktionaler Systeme und ihrer psychischen und psychosomatischen Manifestationen in der Entwicklung der menschlichen Persönlichkeit. Zum Beispiel formulierte Teichmann das Relativitätsgesetz der Wirkung von Risikofaktoren und entwickelte ein mathematisches Prognose-Modell. Die Publikationsliste von Helfried Teichmann umfasst mehr als 100 wissenschaftliche Arbeiten. Viele davon tragen zur Klärung des Zusammenwirkens von inneren und äußeren Einflussfaktoren auf die Entwicklung der psychischen und psychosomatischen Hirnfunktionen bei.

## Schriften (Auswahl)
- H. Teichmann: Die Ansprüche der Eltern an die Schulleistungen ihrer Kinder. In: Probl. Erg. Psychol. 31, 1969, S. 45–79.
- H. Teichmann, B. Heider, U. Kleinpeter: Risiko und Kontrollkinder im Längsschnittvergleich (3. Lebensjahr). In: Z. Psychol. 184, 1976, S. 495–504.
- H. Bleck, H. Teichmann: Die Altersabhängigkeit geschlechtsspezifischer Schulleistungsunterschiede. In: Probl. Erg. Psychol. Heft 64, 1978, S. 31–42.
- B. Meyer-Probst, H.-D. Rösler, H. Teichmann: Biological and Psychosocial Risk Factors and Development during Childhood. In: V. L. Allen, D. Magnusson (Hrsg.): Human development: An Interactional Perspective. Academic Press, New York 1983, S. 243–259.
- B. Meyer-Probst, H. Teichmann: Risiken für die Persönlichkeitsentwicklung im Kindesalter. Rostocker Längsschnittstudie. Thieme, Leipzig 1984.
- H. Teichmann, B. Heider, B. Meyer-Probst, G. Cammann: Biologitscheskije i psichosozialnije faktori riska raswitjia rebjenka (russ.). Biologische und psychosoziale Risikofaktoren für die kindliche Entwicklung. In: G. Göllnitz, G. N. Serdjukowskaja (Hrsg.): Psichogigiena dedtjei i podrostkow. Psychohygiene im Kindes- und Jugendalter. Medizina, Moskau 1985, S. 35–56.
- H. Teichmann, W. Dummler, H. Engel, B. Meyer-Probst: Zur Individualprognose einer geistigen Retardierung im Einschulungsalter mit Hilfe frühkindlicher Entwicklungsdaten. In: Frühförderung interdisziplinär. 6, 1987, S. 15–20.
- H. Teichmann, K.-P. Becker, H. Eggers, J. Gross, B. Meyer-Probst: Psychosocial Conditions in the Genesis of Perinatal Risk Factors - Psychosocial Reproduction of Intellectual Damages. In: K. R. Jährig, E. N. Kraybill (Hrsg.): Prevention of Prematurity. Beiheft Wiss. Z. Ernst-Moritz-Arndt-Universität, Greifswald 1989, S. 132–143.
- H. Teichmann, B. Meyer-Probst, D. Roether (Hrsg.): Risikobewältigung in der lebenslangen psychischen Entwicklung. Verlag Gesundheit, Berlin 1991.
- H. Teichmann, K. Kubinger (Hrsg.): Psychologische Diagnostik und Intervention in Fallbeispielen. Verlag Gesundheit. Beltz/PVU, Weinheim 1997.
- H. Teichmann: Entwicklungsdynamik im Spannungsfeld zwischen Sozialisation und Rehabilitation. In: S. Ellger-Rüttgardt, S. Dietze, G. Wachtel (Hrsg.): Sonderpädagogik und Rehabilitation auf der Schwelle in ein neues Jahrhundert. (= Vierteljahresschrift für Heilpädagogik und ihre Nachbargebiete. Jahrgang 69, Sonderheft. 3). 2000, S. 231–239.
- K.-A. Jochheim, F. Schliehe, H. Teichmann: Rehabilitation und Hilfen für Behinderte. In: Bundesministerium für Arbeit und Sozialordnung (Hrsg.): Geschichte der Sozialpolitik in Deutschland seit 1945. Band 2/1: Die Zeit der Besatzungszonen 1945–1949, Sozialpolitik zwischen Kriegsende und der Gründung zweier deutscher Staaten. Nomos, Baden-Baden 2001, S. 561–585.
- H. Teichmann: Geschichte des Institutes für Rehabilitationswissenschaften der Humboldt Universität zu Berlin. In: Ernst v. Kardorff (Hrsg.): Herausforderungen und Perspektiven der Rehabilitations- und Sonderpädagogik in Bildung, Versorgung und Forschung: Rehabilitationswissenschaftliches Symposium aus Anlass von 50 Jahren Sonder- und Rehabilitationspädagogik an der Humboldt-Universität zu Berlin. Shaker, Aachen 2002, S. 9–23.
- H. Teichmann: Kognitive Minderbegabung. Überprüfung einer getroffenen Schullaufbahnentscheidung bei vermuteter Minderbegabung - Max (8;10 Jahre). In: K. Kubinger, Stefana Hochlocher-Ertl (Hrsg.): Fallbuch AID. Das Adaptive Intelligenz Diagnostikum in der Praxis. Hogrefe, Göttingen 2012, S. 51–64.